# Sy (Belgique)
Pour les articles homonymes, voir Sy.
Pour les articles ayant des titres homophones, voir SI.
Ne doit pas être confondu avec Sy (Ardennes) ou Sy (Mali).
Sy est une localité de la commune belge de Ferrières située en Région wallonne dans la province de Liège.
Avant la fusion des communes en 1977, Sy formait la commune de Vieuxville avec les hameaux de Logne et Palogne.

## Situation
Le village se situe au bord de l'Ourthe sur la rive droite, à un endroit où les versants de la vallée sont très abrupts et matérialisés par les rochers de Sy. Les routes venant de Filot et Vieuxville se rejoignent au-dessus de Sy pour descendre dans le village et y former un cul-de-sac. 
La gare de Sy est desservie par le chemin de fer sur la ligne Liège-Jemelle qui traverse le village avant de pénétrer dans le tunnel de Sy d'une longueur d'environ 400 m. Des passerelles le long des deux ponts de chemin de fer permettent aux seuls piétons et cyclistes de se rendre sur la rive opposée de l'Ourthe.
Le RAVeL 5 remonte la rivière vers Palogne. Deux sentiers de grande randonnée (GR 57 et GR 576) traversent le village.

## Histoire
Depuis le Moyen Âge et jusqu'en 1795, le village a fait partie de la Principauté de Stavelot-Malmedy (comté de Logne). Ensuite, le village est repris dans le département de l'Ourthe sous le régime français jusqu'en 1815.

## Description
Sy est une petite cité touristique familiale comprenant cafés, restaurants, gîtes, hôtels, plaine de jeu au bord de l'Ourthe ainsi qu'un camping. Les maisons du village sont majoritairement bâties en pierre calcaire représentative de la région de la Calestienne à la limite de laquelle se trouve le village, l'autre région étant la Famenne schisteuse.

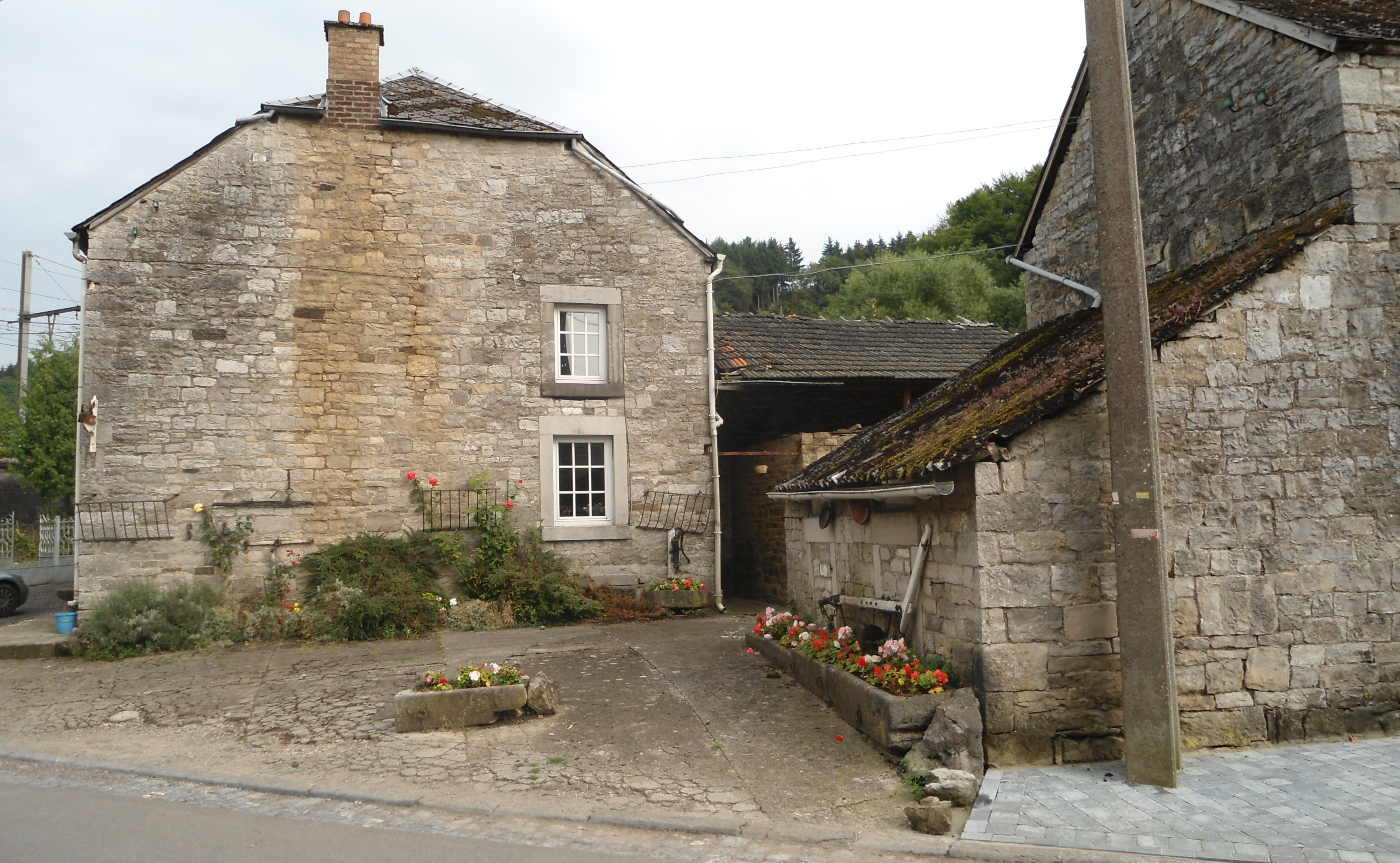
Maisons à Sy.

## Curiosités géologiques

### Rochers de Sy
Sur la rive droite de l’Ourthe, les rochers de Sy sont pratiqués par les alpinistes. Les principaux se situent en amont du village et se nomment le rocher de la Cathédrale et le rocher de la Nandouire. Ces rochers calcaires faisant partie de la Calestienne sont repris sur la liste du patrimoine immobilier classé de Ferrières depuis 1942 et figurent comme site de grand intérêt biologique.
Ces mêmes rochers furent peints par Richard Heintz qui résida de longues années dans le village et mourut sur l'autre rive de l'Ourthe à Verlaine-sur-Ourthe (Tohogne - actuellement Durbuy) (plaque commémorative) mais son décès fut acté à Sy (alors commune de Vieuxville).

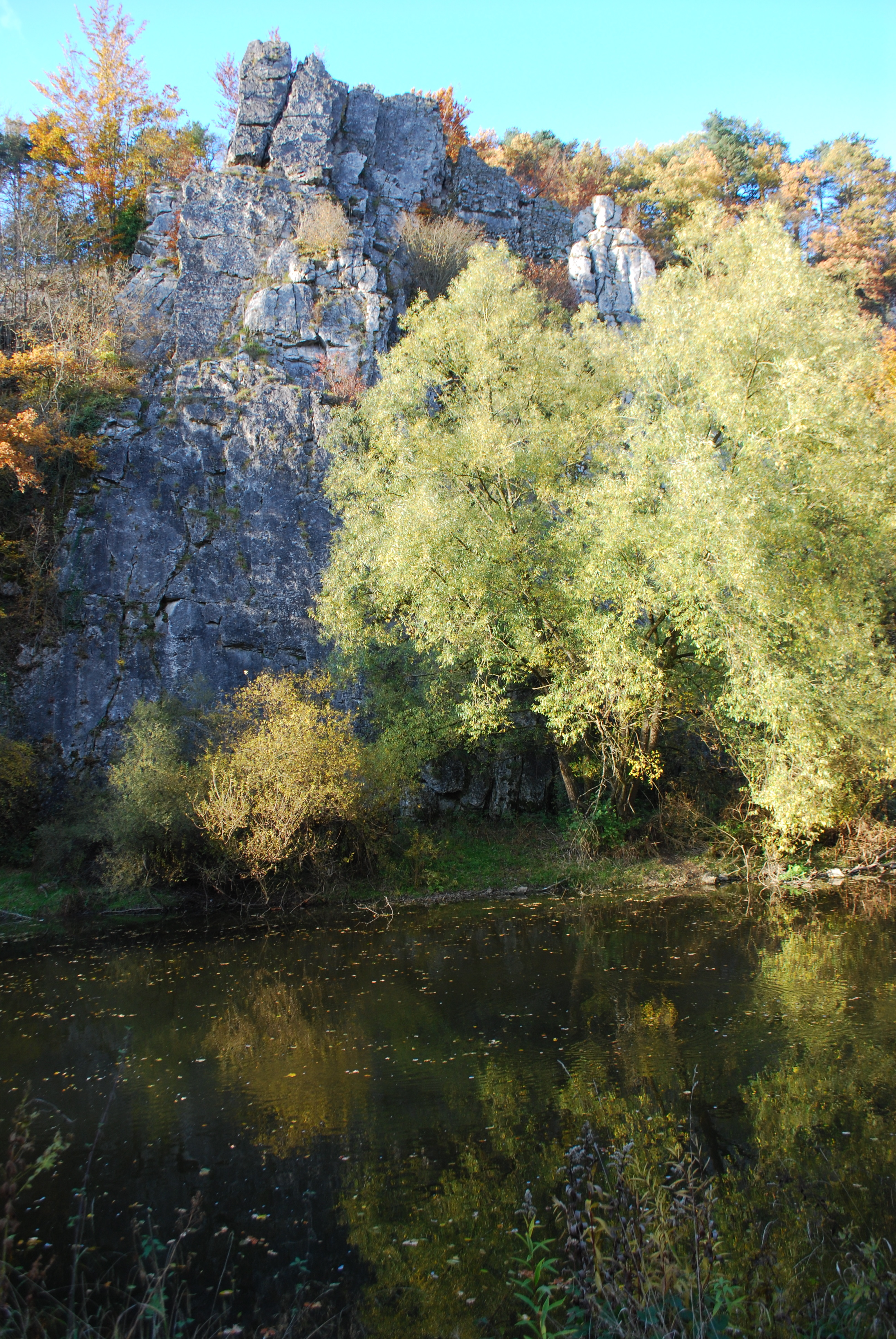
Rochers de Sy.

### Ravin de Sy
Le ravin de Sy est une vallée sèche encaissée typique de la région calcaire de la Calestienne. Longeant d'abord la route venant de Filot, le ravin traverse celle-ci pour contourner le village de Sy par le nord et rejoindre l'Ourthe en aval du village au niveau du rocher de la Vierge en creusant un vallon boisé de plus en plus encaissé. Le ravin a une longueur approximative de 2 km. Un sentier parcourt la partie en aval du ravin (entre la route de Filot et la confluence avec l'Ourthe).

## Personnalité liée au village
L'artiste peintre Richard Heintz surnommé le Maître de Sy (1871-1929).